# Lekkoatletyka na Letnich Igrzyskach Olimpijskich 1968 – chód na 20 km mężczyzn
Chód na 20 kilometrów mężczyzn podczas XIX Letnich Igrzysk Olimpijskich w Meksyku rozegrano 14 października 1968 o godzinie 16.50. Start i meta znajdowały się na Estadio Olímpico Universitario. Zwycięzcą został reprezentant Związku Radzieckiego Wołodymyr Hołubnyczy, który był mistrzem olimpijskim w tej konkurencji osiem lat wcześniej.

## Rekordy

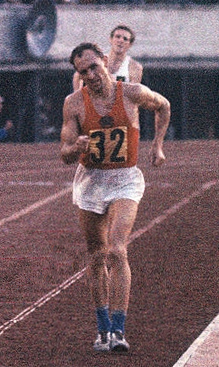
Wołodymyr Hołubnyczy

|                   | Zawodnik         | Narodowość      | Czas      | Data                      | Miejsce   |
| ----------------- | ---------------- | --------------- | --------- | ------------------------- | --------- |
| Rekord świata     | Giennadij Agapow | ZSRR            | 1:25:22   | 21 lipca 1968(dts)        | Leningrad |
| Rekord olimpijski | Ken Matthews     | Wielka Brytania | 1:29:34,0 | 15 października 1964(dts) | Tokio     |

## Wyniki
| Poz. - pozycja |
| – rekord świata \| – rekord krajowy \| – rekord życiowy \| = – wyrównany rekord życiowy \| · – najlepszy wynik w sezonie \| = – wyrównany najlepszy wynik w sezonie \| – rekord olimpijski |
| Fn – falstart \| DNF – nie ukończył \| DNS – nie wystartował \| DSQ – zdyskwalifikowany |

| Poz. | Zawodnik              | Narodowość        | Rezultat  | Uwagi |
| ---- | --------------------- | ----------------- | --------- | ----- |
| 1    | Wołodymyr Hołubnyczy  | ZSRR              | 1:33:58,4 |       |
| 2    | José Pedraza          | Meksyk            | 1:34:00,0 |       |
| 3    | Mykoła Smaha          | ZSRR              | 1:34:03,4 |       |
| 4    | Rudy Haluza           | Stany Zjednoczone | 1:35:00,2 |       |
| 5    | Gerhard Sperling      | NRD               | 1:35:27,2 |       |
| 6    | Otto Barcz            | ZSRR              | 1:36:16,8 |       |
| 7    | Hans-Georg Reimann    | NRD               | 1:36:31,4 |       |
| 8    | Stefan Ingvarsson     | Szwecja           | 1:36:43,4 |       |
| 9    | Leonida Caraiosifoglu | Rumunia           | 1:37:07,6 |       |
| 10   | Peter Frenkel         | NRD               | 1:37:20,8 |       |
| 11   | Arthur Jones          | Wielka Brytania   | 1:37:32,0 |       |
| 12   | Pasquale Busca        | Włochy            | 1:37:32,0 |       |
| 13   | José Oliveros         | Meksyk            | 1:38:17   |       |
| 14   | Antal Kiss            | Węgry             | 1:38:24   |       |
| 15   | Stig Lindberg         | Szwecja           | 1:40:03   |       |
| 16   | Frank Clark           | Australia         | 1:40:06   |       |
| 17   | Tom Dooley            | Stany Zjednoczone | 1:40:08   |       |
| 18   | Karl-Heinz Merschenz  | Kanada            | 1:40:11   |       |
| 19   | Charles Sowa          | Luksemburg        | 1:40:17   |       |
| 20   | Eladio Campos         | Meksyk            | 1:41:52   |       |
| 21   | Örjan Andersson       | Szwecja           | 1:41:58   |       |
| 22   | John Webb             | Wielka Brytania   | 1:42:51   |       |
| 23   | René Pfister          | Szwajcaria        | 1:43:36   |       |
| 24   | Bob Hughes            | Wielka Brytania   | 1:43:50   |       |
| 25   | Ron Laird             | Stany Zjednoczone | 1:44:38   |       |
| 26   | Mieczysław Rutyna     | Polska            | 1:47:29   |       |
| 27   | Euclides Calzado      | Kuba              | 1:49:27   |       |
| 28   | Julio Ortíz           | Gwatemala         | 1:54:48   |       |
| 29   | Roberto Castellanos   | Salwador          | 1:58:48   |       |
| –    | Julius Müller         | RFN               | DSQ       |       |
| –    | Felix Cappella        | Kanada            | DNF       |       |
| –    | Kazuo Saitō           | Japonia           | DNF       |       |
| –    | José Esteban Valle    | Nikaragua         | DNF       |       |
| –    | Carlos Vanegas        | Nikaragua         | DNF       |       |
| –    | János Dalmati         | Węgry             | DNS       |       |